# Richard Palframan
Richard Palframan (East London, Sudáfrica, 20 de diciembre de 1993) es un jugador profesional sudafricano de rugby que se desempeña en la posición de pilar derecho en Newcastle Falcons, equipo perteneciente a la liga Premiership Rugby.

## Carrera
En 2012 comenzó su carrera deportiva con el equipo London Irish, en el cual jugó seis temporadas (2012-2018), después pasó a London Scottish (2018-2019), luego a Worcester Warriors (2019-2021), posteriormente a Newcastle Falcons, donde lleva jugando tres temporadas.